# Liste der Baudenkmäler in Kierdorf
Die Liste der Baudenkmäler in Kierdorf enthält die denkmalgeschützten Bauwerke auf dem Gebiet von Erftstadt-Kierdorf in Nordrhein-Westfalen (Stand: Juni 2024). Diese Baudenkmäler sind in der Denkmalliste der Stadt Erftstadt eingetragen; Grundlage für die Aufnahme ist das Denkmalschutzgesetz Nordrhein-Westfalen (DSchG NRW).

## Baudenkmäler
Die Liste der Baudenkmäler enthält Sakralbauten, Wohn- und Fachwerkhäuser, historische Gutshöfe und Adelsbauten, Industrieanlagen, Wegekreuze und andere Kleindenkmäler sowie Grabmale und Grabstätten, die eine besondere Bedeutung für die Geschichte Erftstadts haben.
Hinweis: Die Reihenfolge der Denkmäler in dieser Liste entspricht der offiziellen Liste und ist nach Bezeichnung, Ortsteilen und Straßen sortierbar.
| Bild                            | Bezeichnung                              | Lage                           | Beschreibung | Bauzeit                      | Eingetragen seit | Denkmal- nummer |
| ------------------------------- | ---------------------------------------- | ------------------------------ | --- | ---------------------------- | ---------------- | --------------- |
| weitere Bilder                  | Kirche St. Martinus mit romanischem Turm | Martinusplatz 11               | Der dreigeschossige Westturm mit einer pyramidenförmigen schiefergedeckten Haube entstand um 1160–1170. Durchgehende vertikal angeordnete Lisenen, die durch einen einfachen Rundbogenfries im Erdgeschoss und durch einen Fries von sich überschneidenden Rundbogen im zweiten Geschoss unterbrochen werden, gliedern den Turm. Die beiden Untergeschosse sind fensterlos, im dritten Obergeschoss sitzt in jeder Blende ein großes romanisches Doppelfenster. Die unterteilenden Säulen aus Kalksinter der römischen Wasserleitung haben Würfelkapitelle. Das rundbogige Portal in der Mitte der Turmwestseite führt in die Turmhalle. Die mit einem Satteldach gedeckte Backsteinkirche ist 1874/75 von August Lange in neuromanischen Stil als dreischiffige Basilika mit drei Langschiffjochen, niedrigeren Seitenschiffen, einem die Seitenschiffe nur wenig übertreffenden Querhaus und einem fünfseitig geschlossenen Chor erbaut worden. | Turm um 1165; Kirche 1874/75 | 06.09.1982       | 049             |
| Hochkreuz, Friedhof             | Hochkreuz, Friedhof                      | Friedrich-Ebert-Straße         | Das Kreuz besteht aus einem gestuften Sockel mit Inschrift, einem Aufsatz-Gesims mit Nische, darauf ein weiterer Aufsatz mit Gesims, gekrönt von einem Kreuz mit Korpus. | 20. Jh.                      | 06.02.1996       | 257             |
|                                 | RWE-Wasserwerk                           | Goldenbergstraße 13            | Die Anlage besteht aus mehreren Bauteilen, von denen das Zentralgebäude mit Walmdach fast quadratisch gestaltet ist. Sie ist ein Werk des Architekten Alfred Fischer, der vom RWE den Auftrag erhielt. | 1910                         | 04.06.1996       | 261             |
| 2-geschossiges Backsteingebäude | 2-geschossiges Backsteingebäude          | Friedrich-Ebert-Straße 82      | Das zweigeschossige Wohnhaus mit abgesetztem Sockel liegt traufseitig zur Straße. Die Fassade besteht aus von der Firma Brendgen hergestellten hellfarbigen Ziegeln (Brendgen-Klinker). Die Mittelachse aus rötlichen Brendgen-Ziegeln, in der im Erdgeschoss der Eingang mit einer Freitreppe liegt, wird durch zwei flache Lisenen begrenzt. Rötliche Ziegel gestalten die Traufzone und das Geschosstrennungsgesims sowie als Ecklisenen die Fassade. | Ende 19. Jh.                 | 11.09.1996       | 268             |
| Wegekapelle und Grabkreuz       | Wegekapelle und Grabkreuz                | Friedrich-Ebert-Straße         | Die weiß verputzte Kapelle hat ein mit Pfannen gedecktes Satteldach. Die Langseiten werden durch Lisenen begrenzt. Die Eingangstür liegt in der Mitte von zwei der insgesamt vier Säulen an der Giebelseite. Im Türsturz steht ora oro nobis als Bitte an den Heiligen, der in der Kapelle verehrt wird und dessen Name im Giebel steht: St. Augustinus. | 18. Jh.                      | 16.09.1996       | 271             |
| 2-geschossiges Backsteingebäude | 2-geschossiges Backsteingebäude          | Friedrich-Ebert-Straße 84/86   | Die Fassade des zweigeschossigen traufseitig zur Straße liegenden Hauses besteht wie das Nachbarhaus aus hellfarbigen Ziegeln. Der seitliche Eingang mit Freitreppe liegt seitlich in der zweiten Fensterachse. Ein Geschosstrennungsgesims in rötlichen Ziegeln, eine Traufzone sowie Fensterstürze aus dem gleichen Material wurden als Gestaltungselemente verwendet. | Ende 19. Jh.                 | 19.09.1996       | 272             |
| 1-geschossiges Backsteinhaus    | 1-geschossiges Backsteinhaus             | Martinusplatz 5                | Das Wohnhaus aus Brendgen-Ziegeln mit Krüppelwalmdach liegt giebelständig zum Kirchplatz. Die Fassade ist durch Absetzungen in dunklen Ziegeln im Bereich der Ecklisenen, des Geschosstrennungsgesimses, der Fensterstürze und im Giebeldreieck gestaltet. | um 1900                      | 19.06.1996       | 273             |
| Wegekreuz/Bildstock             | Wegekreuz/Bildstock                      | Wiesenstraße bei Hausnummer 43 | Der restaurierte und verputzte Bildstock aus Backstein besteht aus einem Sockel und einem Aufsatz mit rundbogiger vergitterter Nische, darüber ein etwas überstehendes leicht geschwungenes Dach. Der Aufsatz wurde bei der Restaurierung verändert, er hob sich ursprünglich viel stärker vom Sockel ab. Das Madonnenrelief im Sockel wurde hinzugefügt. | Ende 19. Jh.                 | 23.09.1996       | 275             |
| Gastwirtschaft und Saalbau      | Gastwirtschaft und Saalbau               | Martinusplatz 7                | Das zweigeschossige Gasthaus mit Krüppelwalmdach und Zwerchhaus steht mit der Traufseite zum Kirchplatz. Seine verputzte Fassade ist durch farblich abgesetzte Fensterstürze und seitliche Lisenen gestaltet. | um 1900                      | 27.03.1997       | 285             |
| Villa                           | Villa                                    | Friedrich-Ebert-Straße 104     | Die Industriellenvilla des Braunkohlendirektors Carl Brendgen wurde um 1900 inmitten eines Parkes erbaut und nach seiner Frau Louise benannt. Das auf einem hohen Sockel erbaute zweigeschossige Wohnhaus hat ein an einer Seite abgewalmtes Satteldach. Die Fassade wird durch einen seitlich leicht vorspringenden Risalit betont. Der Giebel über dem Risalit ist in Fachwerkbauweise errichtet. Die Gliederung der Mauerflächen aus hellfarbigen Ziegeln geschieht durch Absetzung des Sockels, der Lisenen und der Fenster mit rötlichen Ziegeln. An der Rückseite findet sich eine Kartusche mit den Initialen „K & L“ (Karl und Louise). Im Treppenhaus weist ein großformatiges Buntglasfenster mit der Darstellung eines Bergmanns auf die Verbindung des Bauherrn zum Bergbau hin. Der durch den Bahndamm der ehemaligen Kleinbahn Horrem-Mödrath-Liblar begrenzte Park wurde von Brendgen als Arboretum angelegt.                      | um 1900                      | 02.12.1997       | 297             |

## Belege
1. ↑  Denkmalliste der Stadt Erftstadt, übermittelt durch die Untere Denkmalbehörde Erftstadt
2. ↑  Geschichtsverein Erftstadt und VHS Erftstadt (Hrsg.): Kierdorf in alten Bildern. S. 28.